# Eupithecia karenae
Eupithecia karenae es una especie de polilla de la familia Geometridae. La especie fue descrita por primera vez por Ronald Henley Leuschner habiendo sido descrita en 1966, con distribución en el estado estadounidense de California. El holotipo de la especie fue descrita en los alrededores de Carmel-by-the-Sea, Monterrey.
Es una polilla con una envergadura de unos 19 a 22 centímetros (7,5 a 8,7 plg), con el fondo de las alas blanco y claras rayas oxidadas. Fue la primera especie nueva identificada por el lepidopterista aficionado Ronald Leuschner, y recibió el nombre de su hija mayor, Karen.